# روبرتو هاينز
روبرتو هاينز (بالإسبانية: Roberto Heinze)‏ هو راكب الكنو مكسيكي، ولد في 22 يوليو 1946.

## وصلات خارجية
- روبرتو هاينز على موقع أوليمبيديا (الإنجليزية)